# 中国科学院广州能源研究所
中国科学院广州能源研究所是中华人民共和国的一所能源研究机构，是中国科学院的直属研究单位，位于广东省广州市。

## 历史沿革
中国科学院广州能源研究所的前身是1973年成立的广东省地下热能研究室。1978年3月改由中国科学院领导，9月27日正式定名为中国科学院广州能源研究所。
1991年，由广东省人民政府批准，成立广东省能源高新技术研究开发中心。
2020年5月9日，中国科学技术大学与中国科学院广州能源研究所共建科教融合学院中国科学技术大学能源科学与技术学院（简称“中科大能源学院”），自2021年起中国科学院广州能源研究所教育归口单位由中国科学院大学变更为中国科学技术大学